# Prix Auguste-Pavie
Le prix Auguste-Pavie est un prix littéraire français annuel de l’Académie des sciences d’outre-mer, créé en 1983 et « destiné à récompenser un auteur ayant traité de l’Asie, de l’Indochine ou du Pacifique ».
Auguste Pavie, né à Dinan le 31 mai 1847 et mort le 7 juin 1925 à Thourie, en Ille-et-Vilaine, est un explorateur, diplomate et haut fonctionnaire français.

## Liste des lauréats
- 1983 :
  - Jean-Luc Kieffer pour Anquetil-Duperron : l’Inde en France au XVIIIe siècle.
  - Jacques Gravereau (1948-....) pour La Chine après l’utopie.
  - Laurence Picq pour Au-delà du Ciel : cinq ans chez les Khmers rouges.
- 1985 : Constantin Rissov (1916-....) pour Le Dragon enchaîné : de Chiang Kai-Shek à Mao Ze Dong, trente-cinq ans d’intimité avec la Chine.
- 1986 : Jean-Claude Courdy (1927-....) pour Pacifique… Vous avez dit Pacifique !
- 1987 : Liliane Jenkins (1930-....) pour Mā : l’Inde au féminin.
- 1988 : Esmeralda Luciolli pour Le mur de Bambou : le Cambodge après Pol Pot.
- 1989 : Jacques Guillermaz pour Une vie pour la Chine : mémoires, 1937-1989.
- 1990 : Sor Sisavang (1963-....) pour L’enfant de la rizière rouge.
- 1991 : Richard Sola pour Histoire d’une guerre secrète : 1949-1954, Chine-Birmanie.
- 1992 : Raphaël Vongsuravatana (1970-....) pour Un jésuite à la cour du Siam.
- 1993 : Albert-Marie Maurice pour Les Mnong des hauts-plateaux, Centre-Vietnam.
- 1994 : Frédéric Angleviel pour Les Missions à Wallis et Futuna au XIXe siècle.
- 1995 : William Dessaint et Avòunado Ngwâma (1956-....) pour Au sud des nuages.
- 1996 :      
  - Isabelle Merle (1961-....) pour Expériences coloniales : la Nouvelle-Calédonie, 1853-1920.
  - Jacqueline Scipion (1925-2017) pour La famille Li ou quatre générations de Français en Chine.
- 1997 : Édouard Chapuis (1921-....) pour L’adieu aux Thaïs.
- 1998 : Ursula Gauthier pour Le volcan chinois.
- 1999 : Guy Brossollet pour Les Français de Shanghaï, 1849-1949.
- 2000 : Roger Lepelley (1922-....) pour La fin d’un empire : les derniers jours de l’Isle de France et de l’Isle Bonaparte, 1809-1810.
- 2001 : Christiane d'Ainval pour Les belles heures de l’Indochine française.
- 2002 : Antoinette Maux-Robert (1939-....) pour La lutte contre le chômage à Vichy, Henri Maux, le juste oublié, 1939-1944.
- 2003 : Pierre Brocheux pour Hô Chi Minh, du révolutionnaire à l’icône.
- 2004 : Philippe Grandjean (1916-....) pour L'Indochine face au Japon, 1940-1945, Decoux-de Gaulle, un malentendu fatal.
- 2005 : Amaury Lorin (1972-....) pour Paul Doumer, gouverneur général de l’Indochine, 1897-1902.
- 2006 : Bertrand Goy (1946-....) et Jean-Yves Coué pour Jaraï, arts de guerre et de mort chez les montagnards d’Indochine, mémoires françaises.
- 2007 : Emmanuelle Saada pour Les enfants de la colonie : les métis de l’Empire français entre sujétion et citoyenneté.
- 2008 : Alexandre Le Merre (1927-....) pour Lieutenant en pays thaï : Indochine 1950-1954.
- 2009 : Georges Dioque (1937-2016) pour Un colonial, Félix Dioque, 1880-1948, six ans en Guinée, quarante ans en Indochine, de 1898 à 1946.
- 2010 : Timothy Brook pour Le chapeau de Vermeer : le XVIIe siècle à l’aube de la mondialisation.
- 2011 : Bernard Brizay pour Shanghai, le Paris de l’Orient.
- 2012 :
  - Pierre Journoud (1973-....) pour De Gaulle et le Vietnam, 1945-1969, la réconciliation.
  - Pierre-Emmanuel Roux (1979-....) pour La croix, la baleine et le canon : la France face à la Corée au milieu du XIXe siècle.
- 2013 : Benoît Vermander pour Les jésuites et la Chine : de Matteo Ricci à nos jours.
- 2014 :
  - Pierre Berthelot (1971-....) pour Le Jourdain entre guerre et paix : approches historiques, géopolitiques et juridiques.
  - Matthieu Séguéla (1968-....) pour Clemenceau ou La tentation du Japon.
- 2015 : Pierre-Jean Luizard pour Le piège Daech : l’État islamique ou Le retour de l’histoire.
- 2016 : Abdallah Naaman pour Le Liban : histoire d’une nation inachevée.
- 2017 :
  - Cristiano Dognini et Ilaria Ramelli pour Les apôtres en Inde : dans la patristique et la littérature sanscrite.
  - Henry Laurens pour L’Orient dans tous ses états.
- 2018 : Jean-Marc Bonnet-Bidaud pour 4.000 ans d’astronomie chinoise : les officiers célestes.
- 2019 : Patrice Morlat (1951-....) pour Indochine années vingt. [tome IV], le proconsulat « socialiste » d’Alexandre Varenne : les aléas du réformisme colonial (1925-1928).
- 2020 : Odile Moreau (19..-.... ; historienne de la Turquie) pour L’Empire ottoman au XIXème siècle.
- 2021 : Louis-José Barbancon pour Le mémorial du bagne calédonien.
- 2022 :
  - César Castellvi pour Le dernier empire de la presse : une sociologie du journalisme au Japon
  - Nae-young Ryu et Andrea Paganini pour Fresques de Koguryŏ : splendeurs de l’art funéraire coréen (IVe – VIIe siècle)
- 2023 : Mathieu Guerin pour  À l’ombre du palmier à sucre : les campagnes cambodgiennes sous protectorat français à travers l’exemple de Kampong Thom
- 2024 : Françoise Lauwaert pour Gouverner le peuple et soigner les corps : quatre épidémies dans l’empire chinois